# Musculus coenobitus
Musculus coenobitus is een tweekleppigensoort uit de familie van de Mytilidae. De wetenschappelijke naam van de soort is voor het eerst geldig gepubliceerd in 1865 door Vaillant.